# Хауптмейер, Майк
Майк Хауптмейер (нидерл. Mike Hauptmeijer; род. 18 марта 1997, Далфсен, Оверэйссел) — нидерландский футболист, вратарь индонезийского «Бали Юнайтед».

## Биография
Майк Хауптмейер родился 18 марта 1997 года в нидерландской коммуне Далфсен.
Занимался футболом в «Лемелервелде» (2003—2006) и «ПЕК Зволле» (2006—2016).
Играет на позиции вратаря. В 2016—2025 годах был игроком «ПЕК Зволле», однако за это время провёл только 12 матчей: один в высшем дивизионе сезона-2017/18, по два в первом дивизионе и Кубке Нидерландов в сезоне-2022/23, два в высшем дивизионе и один в Кубке в сезоне-2023/24, четыре в высшем дивизионе в сезоне-2024/25.
В январе 2019 года на правах аренды до конца сезона играл во втором дивизионе за «Ахиллес ’29», сыграл 15 поединков.
В июле 2025 года перешёл в индонезийский «Бали Юнайтед».
Вызывался в сборные Нидерландов среди игроков до 15 лет и до 20 лет, но не выступал за них.